# Alexandre Darracq
Pour les articles homonymes, voir Darracq (homonymie).
Pierre Alexandre Darracq (1855-1931) est un dessinateur industriel et un entrepreneur français, l'un des pionniers de l'industrie du cycle et de l'automobile.

## Biographie

### Origines et débuts

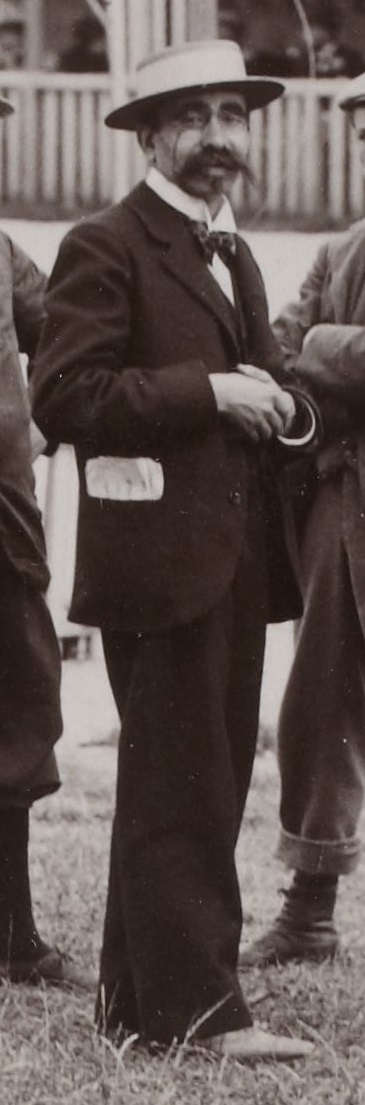
Alexandre Darracq en 1897.

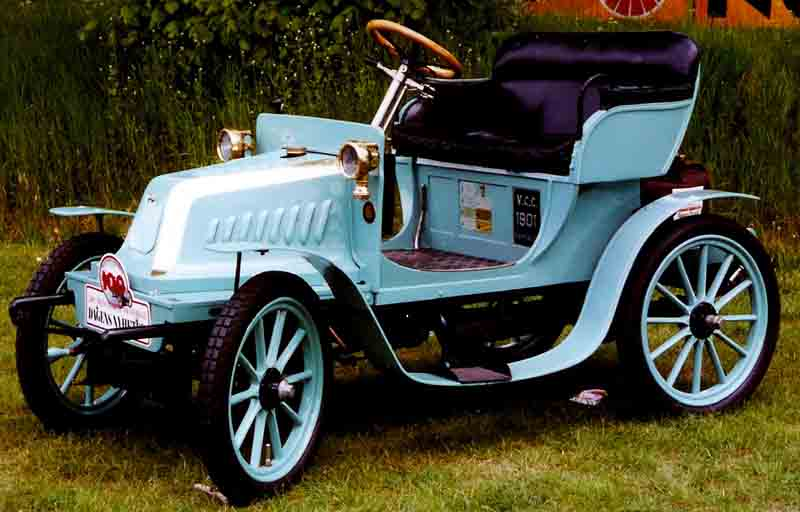
Darracq 6,5 ch (1901).

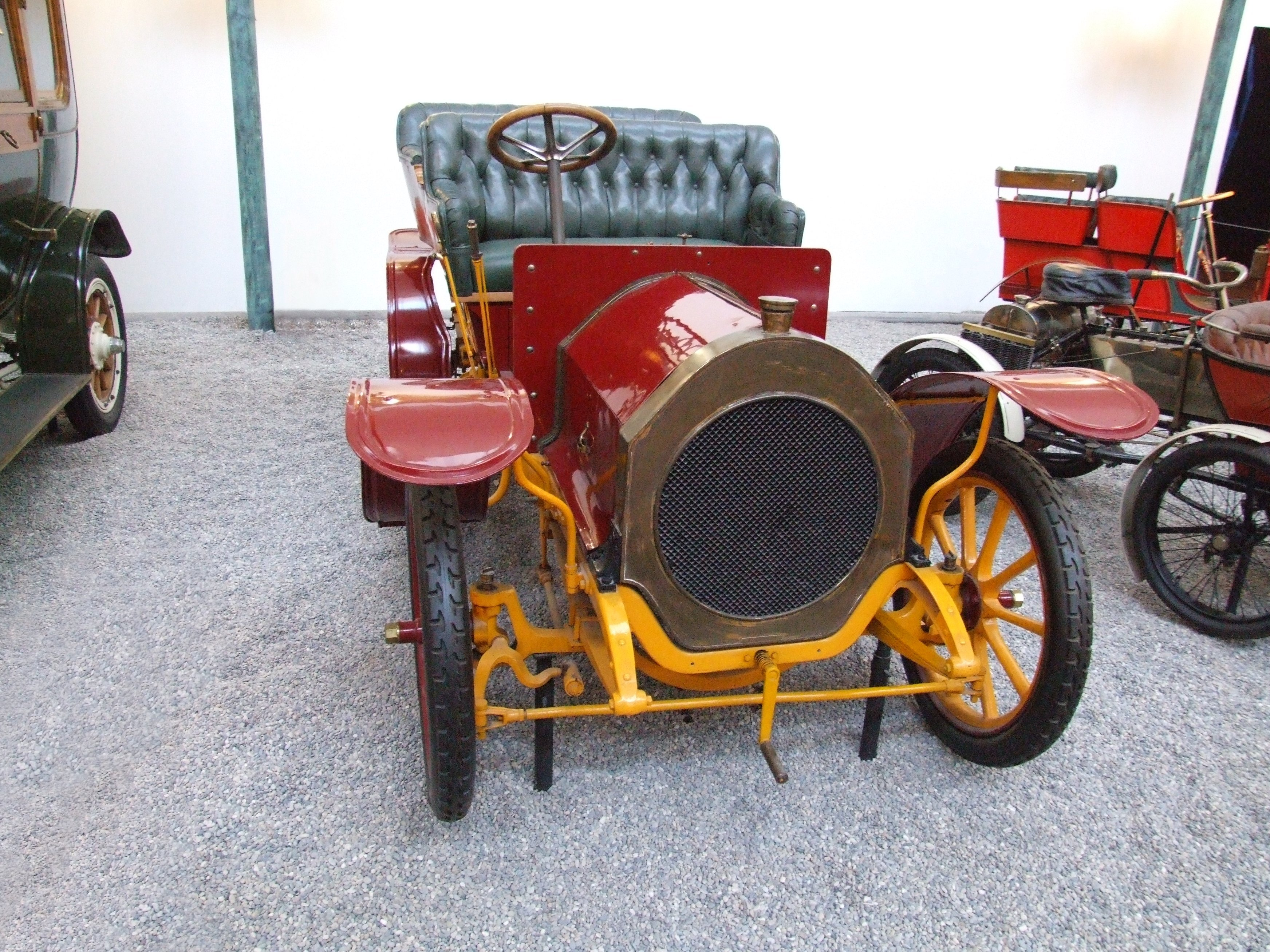
Gladiator Double Phaeton de 1907, 2 cylindres, 2423 cm3, 12 ch, 45 km/h, musée national de l'Automobile, Mulhouse (France).

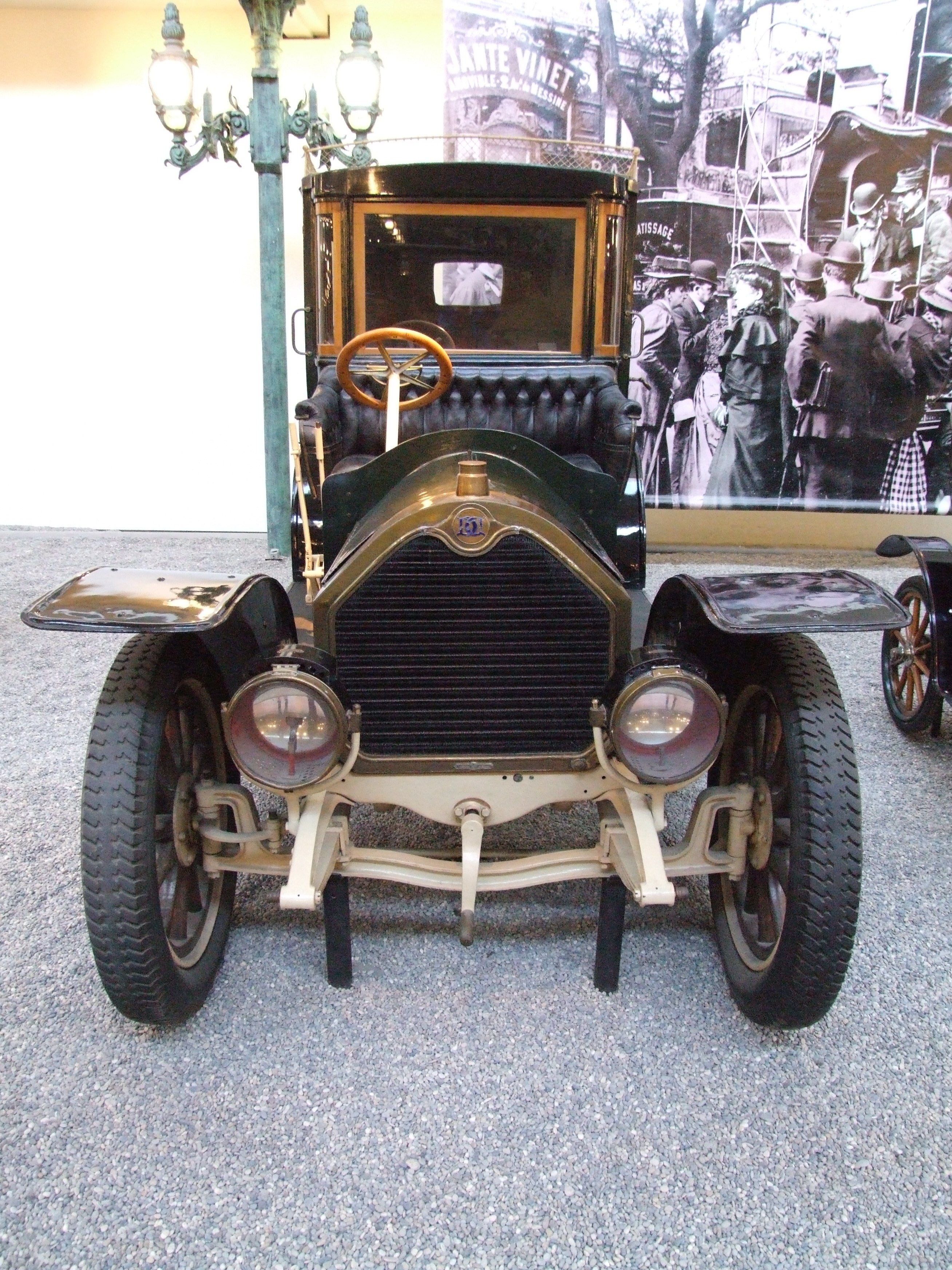
Darracq Coupé Chauffeur SS 20/28, 1907, 4 cylindres, 28.5 ch, 4728 cm3, 70 km/h, Cité de l’Automobile – Musée National – Collection Schlumpf, Mulhouse, (France).

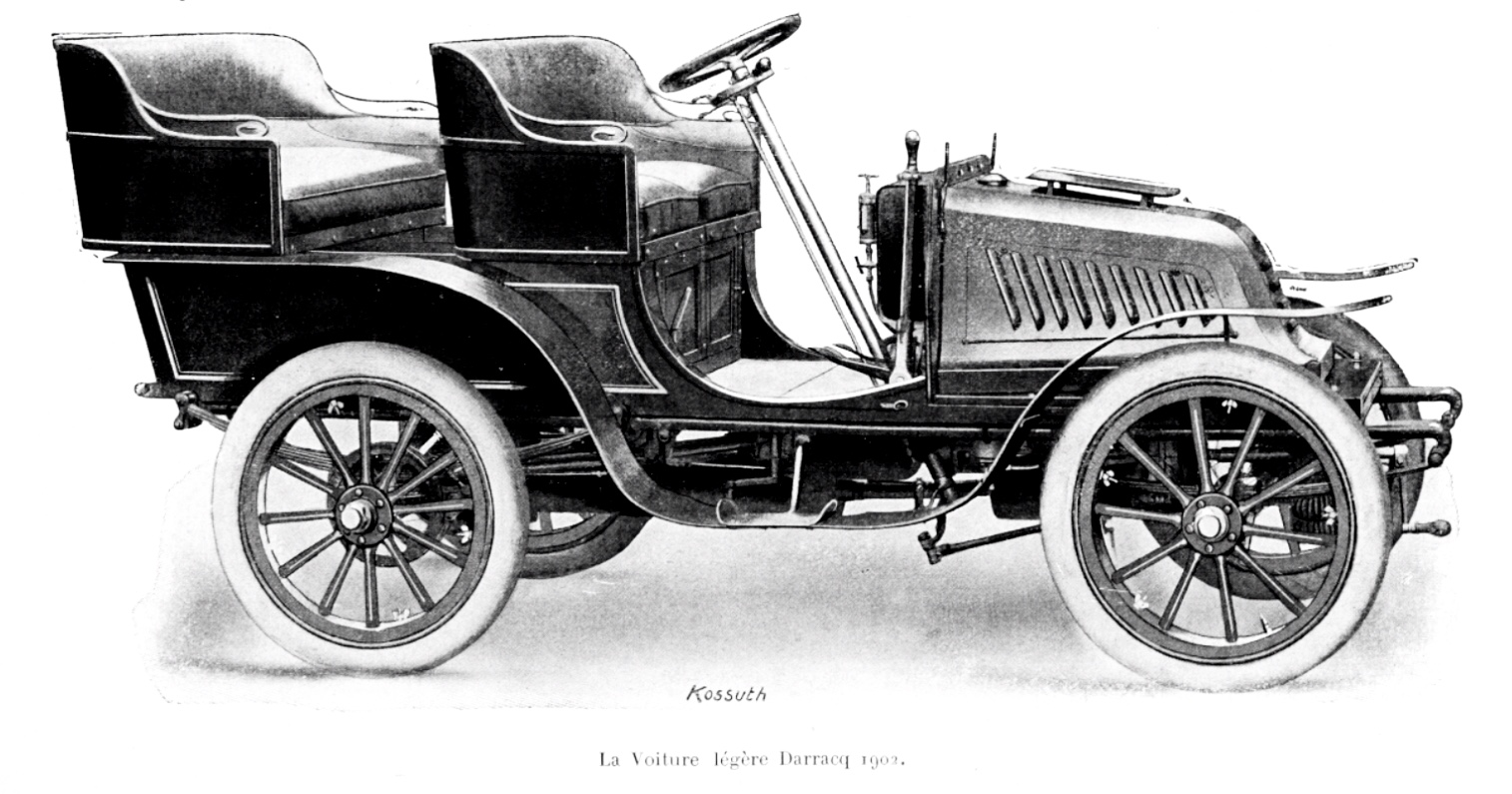
Darracq 9,5 ch (1901).

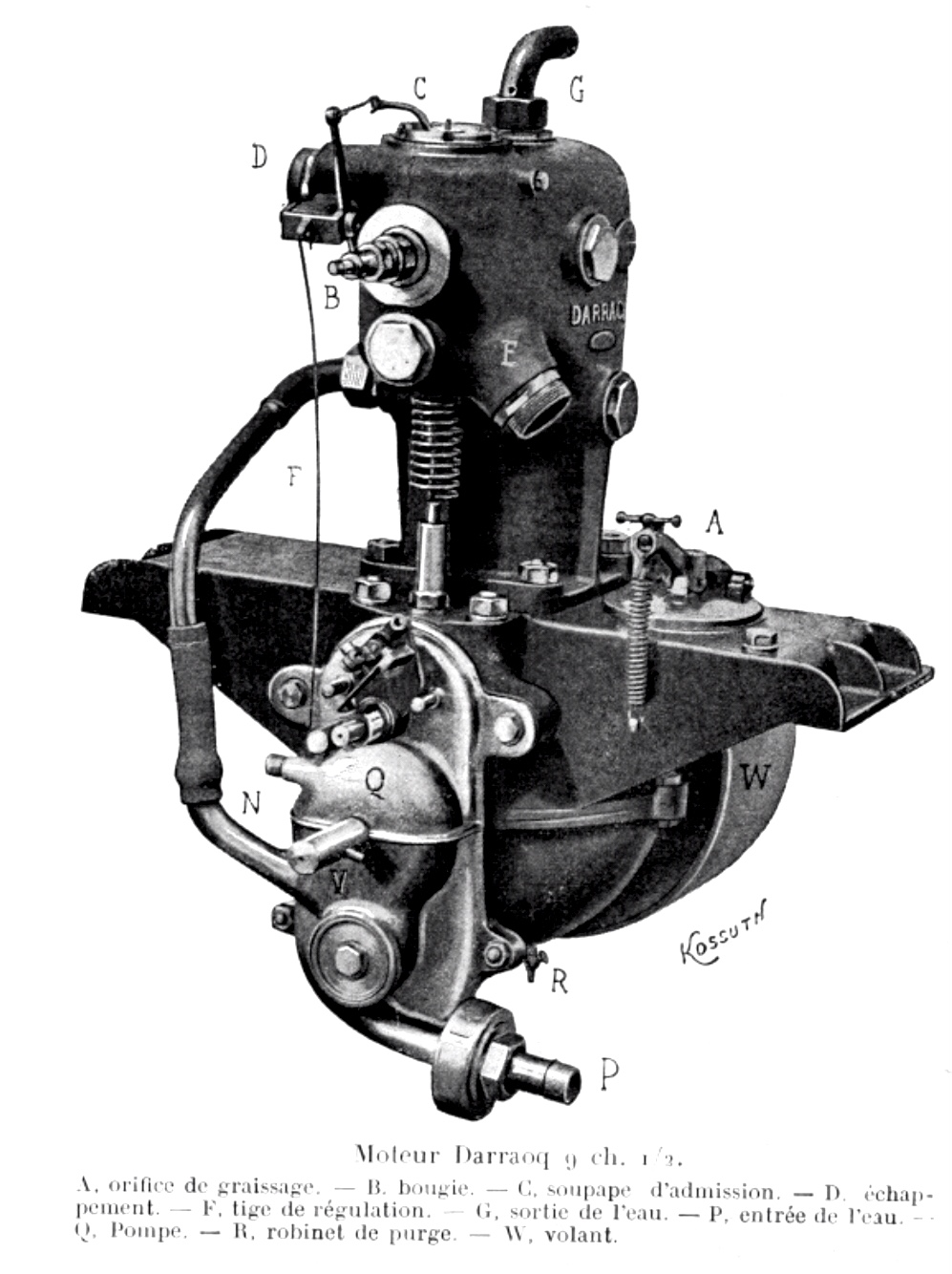
Moteur Darracq 9,5 ch (1901).

Né de parents basques (bien que le patronyme soit gascon), il commence sa carrière comme dessinateur industriel à l'arsenal de Tarbes (Hautes-Pyrénées). Après avoir travaillé pour les machines à coudre Hurtu, il obtient avec l'ingénieur Paul Aucoq la médaille d'or au salon de Paris. Ensemble, ils créent en 1890 leur propre entreprise de construction de bicyclettes, sous la marque Gladiator. Le nom de cette entreprise est directement inspiré par un célèbre cheval de course du nom de Gladiateur, que les Anglais appelleront Gladiator. Ce cheval gagnera beaucoup de courses et sera le premier cheval étranger à battre les Anglais sur leur terrain. Il reviendra en France en héros national et sera surnommé : « Le vengeur de Waterloo ». C'est pour rappeler aux Anglais, alors producteurs de la majorité des bicyclettes dans le monde, que les Français étaient eux aussi capables de construire des machines de grande qualité, rapides et robustes, qu'ils choisirent cet emblème. On retrouvera ce thème de la course hippique sur leur première affiche mais aussi sur tous les logotypes Gladiator.
Les deux associés se lancent, en plus de la fabrication de cycles, dans la création de prototypes d'automobiles électriques et prennent une participation dans l'entreprise de bicyclettes à moteur Félix Millet.
C'est grâce à ces réalisations qu'ils se font remarquer lors d'un salon de la locomotion en Angleterre.
Ils obtiennent un certain succès et cèdent leur entreprise, très rentable, en 1896, à un groupe franco-anglais dont faisait notamment partie Adolphe Clément pour la France et Sir Lord of Shrewsbury and Talbot pour l'Angleterre. Très vite, Adolphe Clément s'installe à l'usine et associe son nom : la marque Gladiator devient Clément Gladiator.

### Premiers modèles et premiers records
En 1897, Alexandre Darracq produit un tricycle électrique, la triplette Darracq-Gladiator, qui prouve ses qualités en parcourant la distance de 10 kilomètres en 9 minutes et quarante-cinq secondes à la vitesse « stupéfiante » de plus de 60 km/h.

### Société automobile Darracq
La publicité autour de cet événement lui permet d'obtenir, de quelques entrepreneurs, une aide financière. Il fonde alors la même année sa propre société sous le nom d'Automobiles Darracq S.A. à Suresnes, près de Paris (aujourd'hui dans les Hauts-de-Seine) et y expérimente la segmentation d'entreprise. Il présente ainsi, au salon du cycle de Paris, en 1898, la première dogcart électrique, constituée simplement d'une carrosserie légère sur un châssis et inspirée du modèle américain Riker mais qui n'eut guère de succès. En 1900, il devient président de la Chambre syndicale du cycle et de l'automobile. 
En 1901, Alexandre Darracq présente une automobile entièrement conçue et construite par son entreprise, un runabout qui, grâce à l'utilisation de tôle d'acier emboutie, peut être vendu à un prix compétitif.
En 1903, l'entreprise acquiert la licence de fabrication du moteur Léon Bollée 5 ch avec changement de vitesses à colonne, qui équipera toutes les automobiles de la société jusqu'à la fin de 1910.
Dès 1904, la société Darracq produit 10 % de la production automobile française et, en 1910, il devient le troisième producteur national, après Renault et Peugeot. La participation à des compétitions et tentatives de record à but publicitaire parmi lesquels deux records absolus de vitesse en 1904 et 1905, ainsi que la victoire de la coupe Vanderbilt aux États-Unis en 1905 et 1906, apporteront une grande renommée à l'entreprise qui, peu après, aura une grande expansion, en s'associant à des entreprises comme Talbot au Royaume-Uni, Opel en Allemagne, Alfa Romeo (1910) en Italie ou la société Vitoria au Pays basque espagnol.

### Changement d'orientation
La crise de 1909 mettra un frein à la production et la société Automobiles Darracq S.A. sera vendue en 1912 à la filiale anglaise A. Darracq & Co Ltd, qui continuera la production. La même année, Alexandre Darracq se retire définitivement du secteur automobile et s'établit sur la Côte d'Azur, pour se consacrer à l'immobilier et à la gestion de l'hôtel Negresco à Nice.

### Apports à l'automobile
Darracq aura été assurément un personnage très important dans l'histoire de l'automobile. Il a été le promoteur de l'utilisation de tôle emboutie pour le châssis et ses filiales étrangères ont donné naissance à des entreprises automobiles de renommée internationale encore actives aujourd'hui, comme Alfa Romeo et Opel. L'un de ses employés à Suresnes fut un certain mécanicien suisse nommé Louis Chevrolet. Il n'en reste pas moins que, en dépit de ses succès et de ses intuitions, Pierre Alexandre Darracq n'aimait guère les automobiles en tant que telles, refusant de se faire transporter et, a fortiori, de les conduire. L'automobile n'était pour lui qu'un agréable sujet d'activité et surtout d'affaires.

## Filiales et marques dérivées

### Opel
La marque fut fondée par Adam Opel pour construire des machines à coudre et ce n'est qu'après le décès de son fondateur qu'elle se lancera dans la construction automobile. C'est un peu grâce[réf. nécessaire] à Alexandre Darracq, qui produisait sous le nom Opel-Darracq des voitures sous licence, en utilisant un châssis français et y installant des carrosseries allemandes avec un moteur 2 cylindres. Opel sera racheté par General Motors en 1929 et deviendra la propriété de PSA Peugeot-Citroën en mars 2017.

### Les Darracq anglaises
A. Darracq & Co Ltd poursuivra son développement en rachetant les sociétés Talbot et Sunbeam et devient le groupe Sunbeam-Talbot-Darracq en 1920.

### Chevrolet
C'est un peu grâce à Alexandre Darracq que Louis Chevrolet a fondé sa société. Arrivé en France comme coureur cycliste, le Suisse Louis Chevrolet fut un des contremaîtres qui travailla à la fabrication des voitures Darracq en 1899 à Suresnes. Il fit sa culture automobile, en particulier les moteurs à combustion interne, au sein des ateliers de Suresnes. Il y acquiert les connaissances techniques qui lui permettent de se faire embaucher chez De Dion-Bouton. Louis Chevrolet émigre ensuite au Canada puis à New York, où il travaille chez Buick à partir de 1900. Après sa rencontre avec William Crapo Durant, propriétaire de Buick et cofondateur de General Motors, il s’associe avec lui et crée la Chevrolet Motor Car Company en 1911. À la suite d'incessants désaccords sur la direction à donner à la marque, les trois frères Chevrolet revendent en 1913 à Durant, pour 10 000 dollars américains, les cent actions de l'entreprise Chevrolet qu'ils avaient reçues en échange de l'usage du nom Chevrolet, que Durant a désormais le droit d'utiliser en exclusivité. Ils créent la Frontenac Motor Corporation, destinée à la compétition, Louis et son frère Gaston étant surtout pilotes automobile. Gaston remporte les 500 miles d'Indianapolis 1920 avec une Frontenac mais meurt dans un accident de course fin 1920. Après la crise de 1929, de retour chez Chevrolet en tant que simple mécanicien dans les usines de Détroit, Louis est affaibli par plusieurs attaques cérébrales et décède dans la misère en 1941.

### Alfa Romeo
C'est Alexandre Darracq qui, voulant fabriquer ses voitures en Italie, fera l'acquisition en 1907 des terrains pour la construction d'usine à l'avant-garde de l'époque. Dans l'usine du Portello, près de Milan, il assemblera quelques voitures Darracq mais elles étaient déjà un peu obsolètes en comparaison des productions Fiat, Ansaldo, SCAT ou SPA. En 1909, Giuseppe Merosi sera nommé administrateur délégué de Darracq Italie, et Ugo Stella se mit à concevoir une nouvelle voiture plus moderne pour intéresser le client italien sceptique envers les voitures françaises. Darracq, après plusieurs échecs commerciaux, sera mis en faillite et l'usine du Portello finira vendue à un groupe de financiers milanais. En janvier 1910, les deux premières voitures ALFA voyaient le jour et en 1915 ALFA devient Alfa Romeo, grâce à l'ingénieur Nicola Romeo.

## Décès

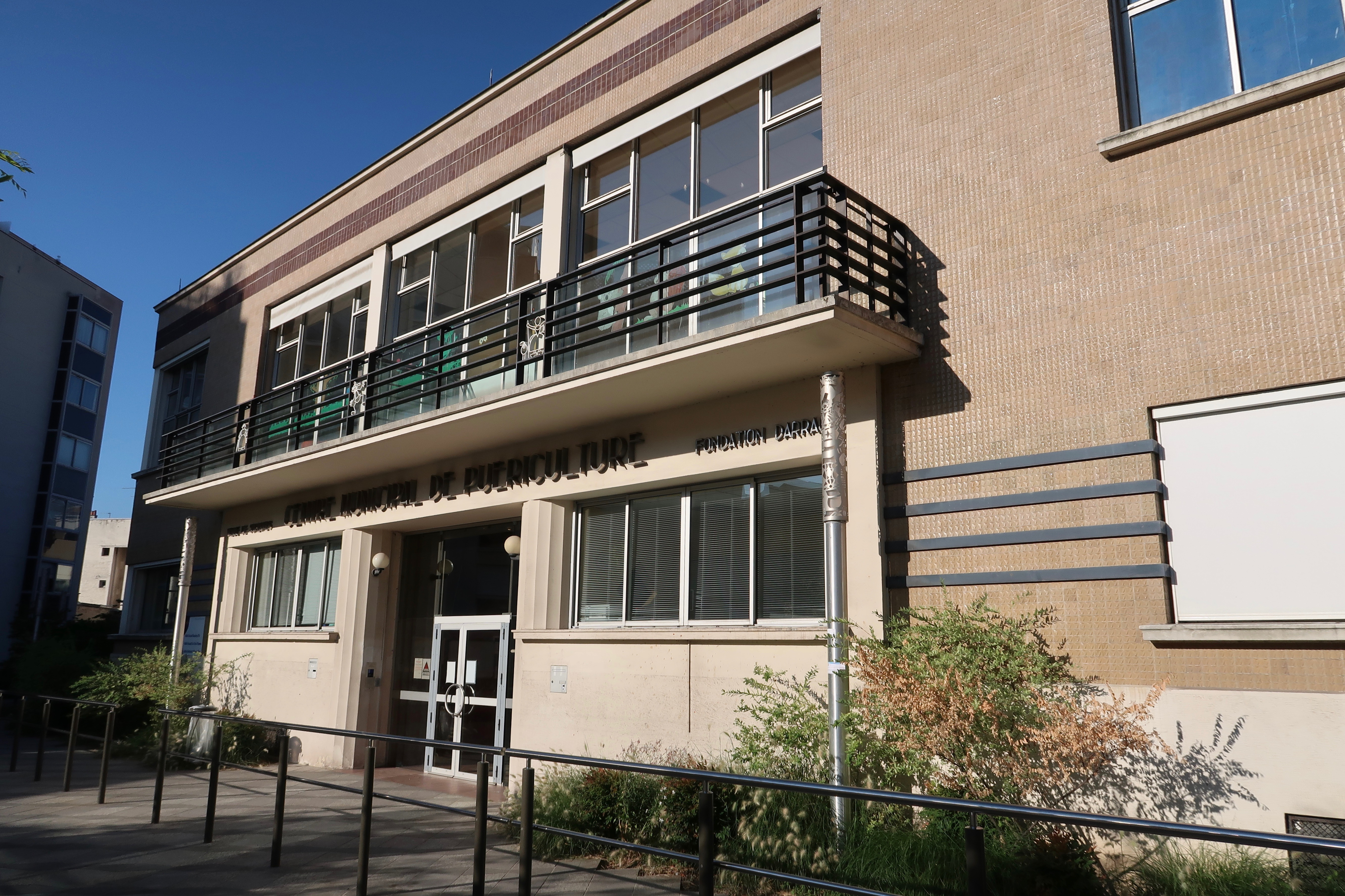
Centre municipal de puériculture de Suresnes, lié à la fondation Darracq.

Il meurt en 1931 dans son domicile monégasque et repose auprès de son épouse Louise (1850-1920) dans le mausolée familial, sculpté par Paul Landowski, au cimetière du Père-Lachaise à Paris (division 2).
Il lègue deux millions de francs à la commune de Suresnes, en mémoire de son épouse et de son fils. Cette somme doit être engagée pour financer une crèche de 50-60 lits. Ainsi est construit le centre municipal de puériculture de Suresnes (rue Alexandre-Darracq), géré par la fondation Darracq,.

## Distinction
- Officier de la Légion d'honneur (1904)[11].

## Sources
- (it) Cet article est partiellement ou en totalité issu de l’article de Wikipédia en italien intitulé « Pierre Alexandre Darracq » (voir la liste des auteurs).
- Site Autotematic.it
- V. Donnevoi, Dictionnaire vélocipédique illustré, Paris, G. David, 1895, 2e éd. (OCLC 457927483), p. 118